# Peto (armadura)

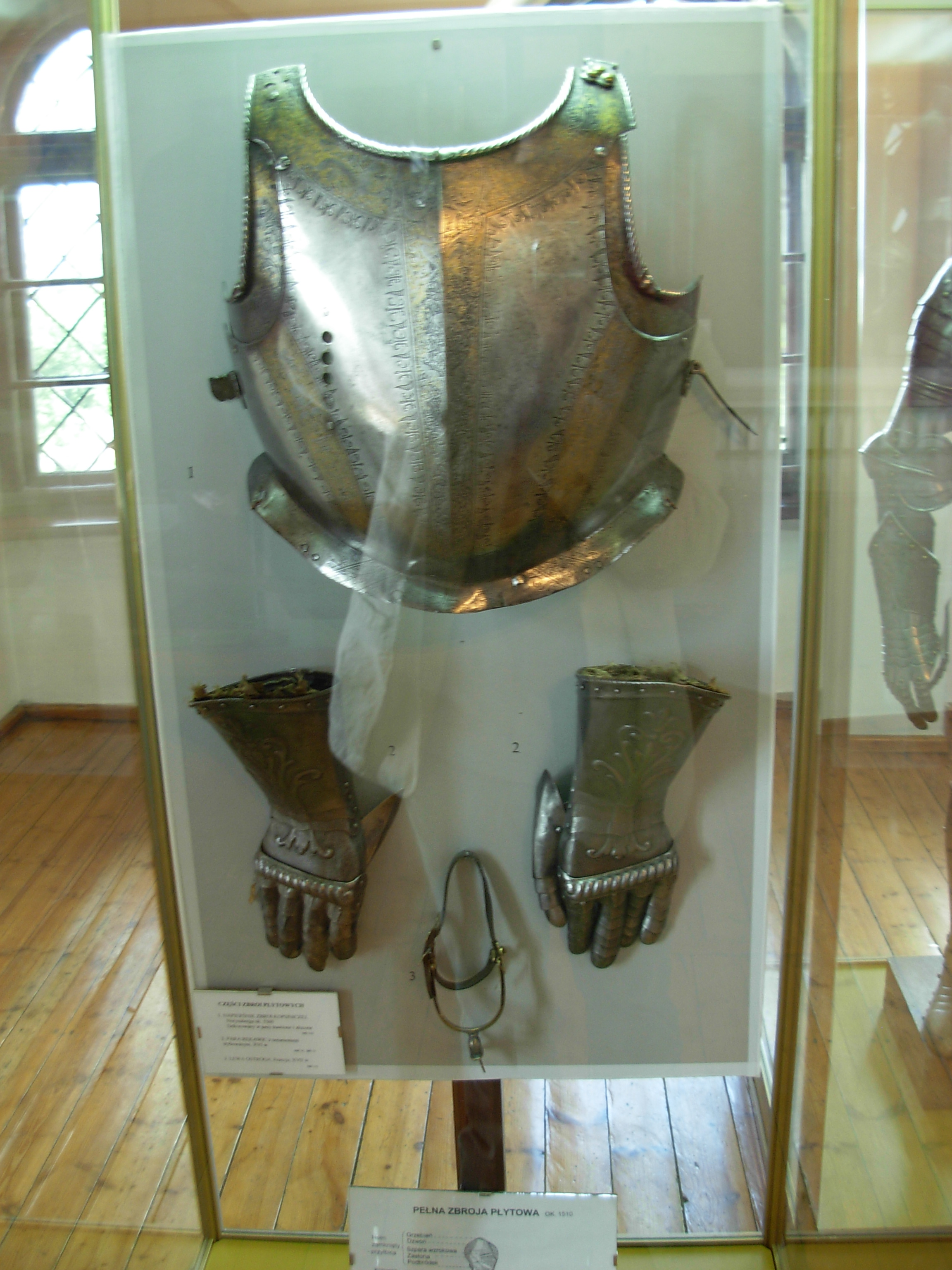
Peto y guanteletes.

El peto es la pieza de la armadura de placas que defiende el pecho y que con el espaldar compone la coraza. El peto del Arnés completo se hacía de acero, y era combado, para desviar mejor los golpes y los proyectiles.
Viendo esto el buen hombre, lo mejor que pudo le quitó el peto y el espaldar para ver si tenía alguna herida.
Cervantes. Don Quijote.
Se usaron petos de muy diferente forma, a saber: 
- De allecret o de infante. Petos cortados que se colocaban sobre la cuera de armas.
- Doble. El peto reforzado con sobrepeto o peto volante.
- Cranzado. Peto o espaldar tranzado se decía del que en su parte inferior llevaba la pieza denominada trance.

Las armas las acostumbradas de los caballeros, lanza y escudo y arnés tranzado, con todas las demás piezas.
Cervantes. Don Quijote.
- Tresdoblado.
- Volante. Sobrepeto.